# Eduard Vahorovskîi
Eduard Mîkolaiovîci Vahorovskîi (în ucraineană Едуард Миколайович Вагоровський; n. 26 februarie 1965, Rubijne, RSS Ucraineană, URSS – d. 24 februarie 2022, Regiunea Jîtomîr, Ucraina) a fost un locotenent-colonel ucrainean ucis în timpul Invaziei Rusiei în Ucraina. A fost declarat Erou al Ucrainei (2022).

## Biografie
A murit în timpul Invaziei Rusiei în Ucraina, în urma retragerii forțelor aviației ucrainene din atacul cu rachete, ceea ce a făcut posibil ca o serie de aeronave să se ridice în aer.
La 28 februarie 2022, președintele Ucrainei Volodîmîr Zelenski i-a conferit post-mortem lui Eduard Vahorovskîi titlul de Erou al Ucrainei.